# 邓子恢
邓子恢（1896年8月17日—1972年12月10日），名绍箕，字子恢，以字行，福建省龙岩县东肖区邓厝村人，中国共产党、中华人民共和国政治人物，原副国级领导人，农业政策专家。
邓子恢早年留学日本，后在闽西组织革命活动，曾担任红十二军政治委员、中华苏维埃共和国中央执行委员会委员兼财政部长，红军长征后，奉命留守苏区坚持游击战争。在抗战期间，担任新四军政治部副主任、江北指挥部政治部主任。皖南事变后，任新四军政治部主任、第四师政治委员。第二次国共内战时期，任华中军区政治委员、中共中央中原局第三书记、中共中央华中局第三书记兼第四野战军第二政治委员。中华人民共和国成立后，任中南军政委员会代主席、中华人民共和国国务院副总理，主管农业。由于提倡“分田到户”的责任制、反对毛泽东的农业合作化运动而受到批判，在文化大革命期间受迫害，后因病逝世。

## 生平

### 早期革命及红军时期
出生贫寒农家。兄弟姐妹8，排行第二。邓子恢幼年就读于桐冈小学，13岁时，母亲因病去世。十七岁入龙岩中学堂（今福建省龙岩第一中学）丙班。1916年底以优秀的成绩毕业。1917年，获得龙岩县公费留学日本资格，当年3月东渡日本在东亚补习学校学习一年多。后因肺病被迫辍学回国:3。1918年5月回到龙岩，到母校桐冈小学任教。由于乡村学校支付的薪水很低，无法维持一家人的生活，于1918年底前往江西省崇义县杰坝圩堂兄开设的“庆昌和”杂货店当店员。1919年受到五四新文化运动影响。1923年夏，邓子恢从崇义回到家乡龙岩，创办了《岩声》报，传播马列主义，揭露社会黑暗。1925年，加入中国国民党。1926年12月，邓子恢经陈赞雍介绍，加入中国共产党。不久，陈赞雍和邓子恢又发展了十几个党员，成立了中共崇义县支部。:5。1927年，第一次国共合作破裂后，邓子恢被国民党通缉:8。

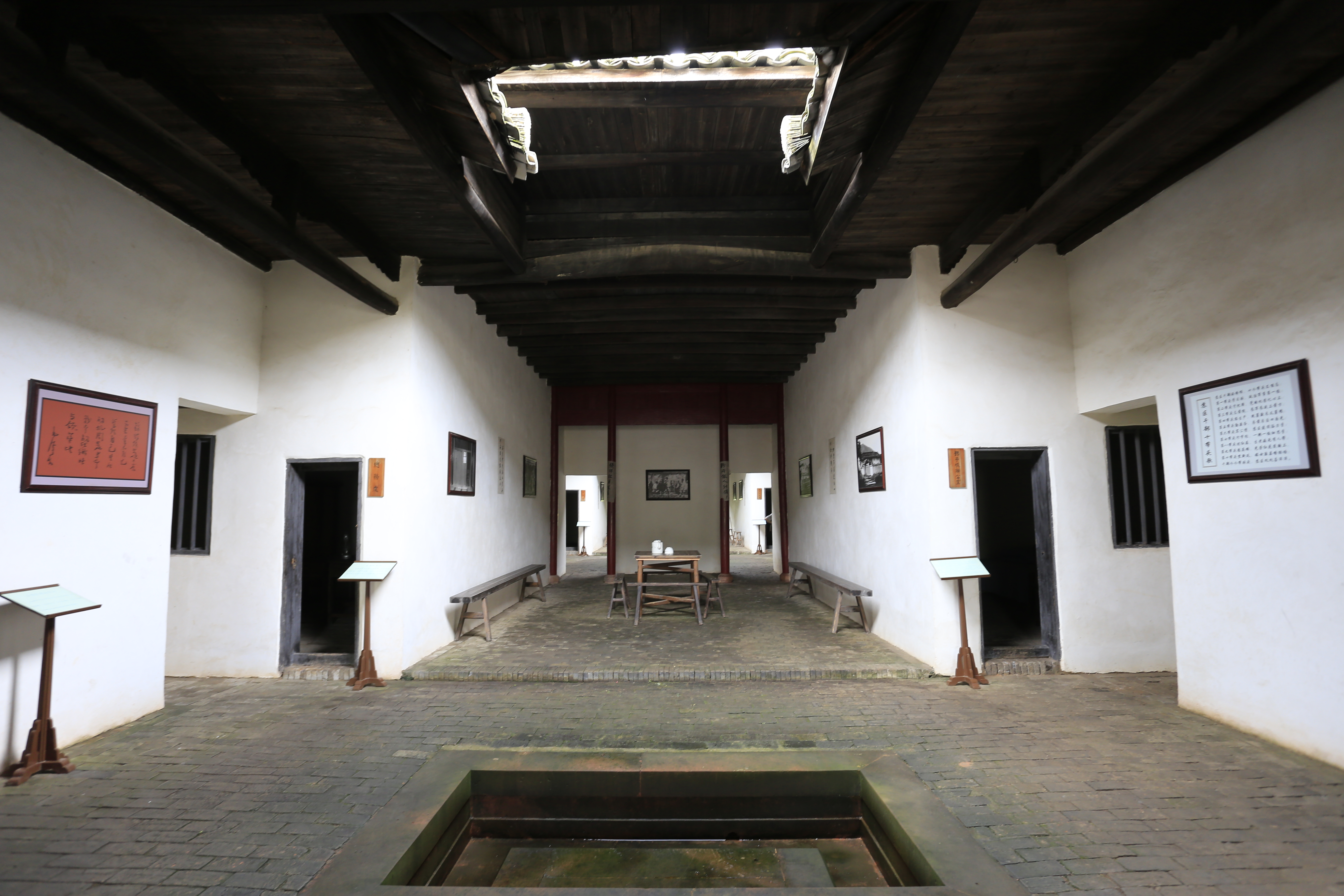
位于瑞金沙洲坝的中华苏维埃共和国财政人民委员部旧址，右为邓子恢办公室

1928年4月，邓子恢调任上杭县委宣传部长，负责该县北四区蛟洋农民运动。1928年7月，在永定溪南正式成立了中共闽西特委，邓子恢任特委宣传部长；同时还成立了闽西暴动委员会，邓子恢任副总指挥。:9此时，闽西各县的武装合编为红七军第十九师，下辖3个团，邓子恢兼任五十七团党代表。 1929年3月，其担任中共闽西特委书记，时值毛泽东、朱德率领红四军进入福建:11。邓子恢闻讯朱毛红军已挥戈西进去了赣南，及时将闽西地区敌情变化情况写成书面报告派人星夜送到红四军前委毛泽东、朱德处，要求红四军再次入闽。毛泽东、朱德根据当时敌情决定红军入闽开辟苏区。同年5至6月，邓子恢组织工农暴动，配合朱毛部队进入闽西，并歼灭国民革命军福建省防军第一混成旅陈国辉部2000余人:11-12。5月23日傍晚，邓子恢在龙岩同毛泽东、朱德、陈毅首次见面。6月4日，龙岩县革命委员会成立，邓子恢被推举为主席。 不到两个月时间，龙岩、永定、上杭三县大部分土地分配完毕。 
1930年3月18日，闽西第一次工农兵代表大会在邓子恢的主持下召开，选举成立了闽西苏维埃政府，邓子恢当选为主席。当年5月，闽西地方红军和各县赤卫队共3000多人正式编组为中国工农红军第12军:12，邓子恢兼任政治委员。闽西苏区发展到纵横300里，人口近百万，党组织发展到8个县委、53个区委、546个支部，拥有万名左右的党员；建立了6个县、60多个区、597个乡的苏维埃政府的鼎盛时期。1930年九月，邓被调任福建省委巡视员，赴莆田、福安、漳州等地指导土地改革和游击队建设:11-15。1931年11月，中华苏维埃共和国政权成立后，邓担任临时中央政府执行委员。1931年12月，调任中共厦门中心市委巡视员，指导漳浦、龙溪、云霄、平和等县土地革命和游击队发展为红军独立第三团，创建了闽南游击根据地。 
1932年7月初，邓子恢随红军东路军回到龙岩。不久，前往瑞金就任中华苏维埃共和国临时中央政府财政部长之职。保证了红军在反对第四、五次“围剿”中的供给。:16。红军主力进行战略转移，作为留守的中共中央分局委员，邓子恢返回闽西领导游击战争，与张鼎丞、谭震林等继续指挥游击战争:16-17。

### 抗日战争时期

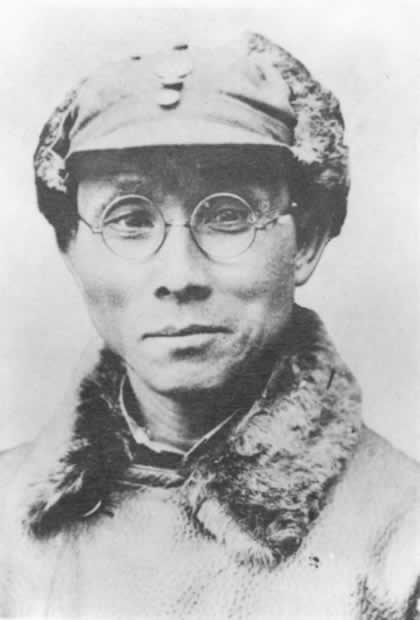
时任新四军江北指挥部政治部主任的邓子恢（约摄于1939年）

1937年，在赣闽活动的中共游击部队与国军进行谈判，并获得成功。1938年3月1日，邓子恢与张鼎丞、谭震林率领的闽西南红军改编为新四军二支队，并任新四军政治部副主任兼民运部长，部队北上:18-19。1939年，邓陪同新四军军长叶挺处理高敬亭问题:19-20，此后新四军离开大别山，部队进入江北地区。。1939年5月5日，邓子恢任新四军江北指挥部政治部主任:21。1939年7月1日，新四军第四支队分编成第四、第五支队，邓子恢直接指导第五支队。1939年12月初，增补邓子恢为中原局委员。1940年3月，邓子恢亲自指挥了半塔集保卫战。 
1941年，皖南事变发生，新四军军部被歼后于1月28日进行重组，邓子恢任新四军政治部主任。 由于当时的淮南形势很紧张，邓子恢未立即赴军部任职，仍留在半塔集领导新四军第二师改编。1941年5月，邓子恢到军部就任政治部主任。1941年5月成立华中局，刘少奇任书记，陈毅、张云逸、邓子恢等为委员。不久，邓子恢以华中局代表的名义率新四军军部巡视团到皖东北地区彭雪枫部检查和帮助工作，稳定了部队的情绪。1941年8月11日，邓子恢兼任新四军第四师政委。8月23日，华中局决定，成立淮北军政党委员会，邓子恢为书记，邓子恢开始担负起淮北根据地党政军一元化领导的重任。:22。
1942年夏，新四军政治部主任兼第四师政委邓子恢召见第四师骑兵团团长周纯麟和政委姚运良，指示骑兵团有500多匹马每天消耗4000多斤料，加上600多人吃饭要千把斤，一个月用粮抵得上六、七个步兵团、再加上买马、马装具、每人配军大衣，每个月消耗18万斤马草，对根据地财力人力负担极大，应在“大生产运动”中争取生产自给。
1942年11月25日，淮北地区实行党政军一元化领导，撤销淮北军政党委员会，邓子恢任淮北区党委书记，同时兼任淮北军区政治委员。 1944年7月25日，在豫湘桂会战河南沦陷背景下，新四军四师向路西发展恢复豫皖苏边区，开展河南抗战局面，彭雪枫率领四师主力5个团执行西进任务，邓子恢等率领两个团和地方武装坚持淮北路东根据地，配合支援主力西进。1945年当选中国共产党第七届中央委员。

### 第二次国共内战时期

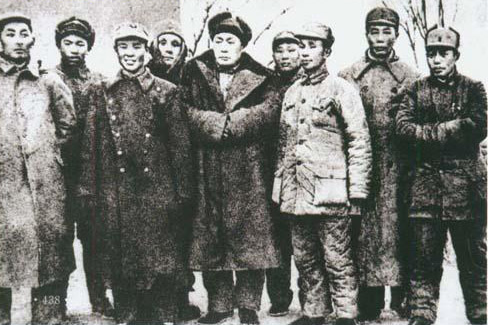
1947年，华东野战军领导人合影。左起：叶飞、丁秋生、韦国清、邓子恢、陈毅、唐亮、粟裕、陈士榘、谭震林。

抗日战争结束后，中共部队战略调整，新四军主力进入山东；邓子恢根据中央电令，于1945年10月从淮北路西前线前往淮阴，并于11月正式成立成立华中分局，邓子恢为书记，谭震林为副书记，华中留下的新四军合并成华中军区，张鼎丞为司令员，邓子恢兼任政治委员。1946年4月，与曾山赴延安，会见毛泽东及其他中共领导，讨论留守江北的新四军战略。次月邓子恢返回淮安，并组织土地改革:28。
全面内战爆发后，参与组织了涟水战役，12月参与组织了宿北战役，此后转入山东作战。1946年底，华中分局与山东分局合并为华东局，邓子恢任华东局副书记，分工主持地方支前工作、部队后勤工作、恢复区和城市工作、土改复查工作。同时正式成立华东军区、华东野战军，邓子恢任支前司令员。。 并对组建后的华东野战军（即后第三野战军）负责后援供给:29。1947年7月下旬，与张云逸等转移到渤海地区，组成华东局工委，以邓子恢为负责人。1948年，华东野战军与中原野战军（即第二野战军）在河南配合作战。1948年5月9日，中共中央决定加强中原局，以邓小平为书记、陈毅为第二书记、邓子恢为第三书记；邓子恢还兼任中原军区副政治委员，主持中原局的日常工作、中原军区后勤工作和中原局的地方工作、财政工作，为原军区党政军的大管家。1948年6月邓子恢到中原局上任。听取解放不久的洛阳市党政领导人汇报工作，对于人民政府市长杨少桥经研究讨论后带头乘坐黄包车的做法表示赞赏。率领中原党政军机关进驻开封后，同样遇到了人力车工人失业的问题，邓子恢亲自带了一批机关干部到街头乘坐黄包车，对有关干部解释：“尽管一些事看来是不平等、不合理的，但在条件不具备的时候，特别是在经济没有发展到一定水平，就取消它，人家生活就不方便，还弄得许多人失业，人民就会埋怨我们。这样做似乎革命，实际上要给革命造成损害。” 1948年8月下旬邓子恢在宝丰大白庄的中原大学向全校师生作了《党的总路线与总政策》的报告，首次提出新民主主义制度下“四个自由”：一是买卖自由；二是雇佣自由；三是借贷自由；四是租佃自由。邓1948年底负责淮海战役的后勤及支前工作。 
1949年3月3日至6日，中原临时人民代表会议在开封召开，正式成立中原临时人民政府，推选邓子恢为政府主席。1949年6月初任新组建的华中局第三书记兼第四野战军、华中军区第二政委，组织土地改革和经济建设:30。1949年6月14日，邓子恢率华中局和中原临时人民政府机关从开封出发，于18日进驻汉口:30。8月10日兼任华中局支援二野西进委员会委员（主任林彪），决定慰问二野每人猪肉1斤、香烟1包、毛巾1条。1949年9月在北平召开的中国人民政治协商会议上当选为中央人民政府委员。1949年10月又被任命为中央人民政府人民革命军事委员会委员。

### 中华人民共和国初期
1949年12月当广西解放后，华中局与华中军区改称中南局和中南军区。林彪任中南局第一书记兼中南军区司令员，罗荣桓任第二书记兼军区第一政委（未到任）。邓子恢任中共中南局第三书记兼中国人民解放军中南军区第二政治委员:5。1950年2月5日至15日在武汉召开中南军政委员会成立大会，经中央人民政府委员会第四次会议批准，林彪为中南军政委员会主席，邓子恢、叶剑英、程潜、张难先为副主席。邓子恢兼中南财经委员会主任，主持全区财经工作，组织中南地区的土地改革。半年之后，林彪因病离汉赴京，邓子恢任中南军政委员会代主席，主持中南军政委员会的全面工作。为深入开展“三反”“五反”运动、充分发扬民主，防止可能产生的压制、报复或包庇、袒护等行为，邓子恢决定从1951年1月22日起在汉口邮政局设置170信箱，接受中南全区人民的检举和控告。
1953年1月5日，为了即将施行的第一个五年计划，中央要削减地方权力，调高岗、饶漱石、邓子恢、邓小平、习仲勋等地方军政第一要员进京，史称“五马进京”。邓子恢在中南军政委员会第六次会议上宣布中南军政委员会已经圆满完成其历史任务更名为中南行政委员会，调任入京，筹建中共中央农村工作部并出任部长:36。兼任全国防汛总指挥。1954年9月，邓子恢担任中华人民共和国国务院副总理，主管农业、林业、水利、气象、供销和信用合作等部门。
1955年4月，毛泽东主张在原有65万个农村合作社的基础上翻一番，增加到130万个；邓子恢主张原计划不动，即在65万个社的基础上翻半番，发展到100万个。为此，毛泽东曾几次约见邓子恢就此问题进行商谈。邓子恢坚持意见，毛泽东建议中央召开会议进行解决。随后召开的省、市、自治区党委书记会议上，毛泽东作《关于农业合作化问题》的报告，指出邓子恢像“小脚女人”那样东摇西摆的走路，犯了“右倾”错误。1955年10月，在中共中央召开的扩大的七届六中全会上，邓子恢提出“农业合作化发展速度不宜过快，要求不能过急”的意见，被定为“右倾机会主义”，受到批判。1956年上半年全国实现了农业合作化，1956年4月邓子恢主持了全国农村工作部长会议，提出：稳定新的生产关系，巩固合作社。巩固合作社的关键，是搞好农业生产，保证90％以上的社员增加收入；进行政策补课，挑选好合作社干部。在1956年8月又主持了全国第二次农村工作部长会议，代中央草拟了《关于加强农业生产合作的生产领导和组织建设的指示》。
1961年，在下乡调查后，邓子恢仍然坚持主张保留土地责任制、进行包产到户，对毛泽东的过激农业合作化政策有所抵制。1962年9月，中共八届十中全会上，邓子恢提出的支持包产到户的主张被当作“修正主义纲领”，受到严厉批判，撤销了邓子恢领导的中共中央农村工作部。1965年1月召开的第三届全国人民代表大会第一次会议，被免去国务院副总理职务。改任第四届全国政协副主席，分管计委财经工作。
文化大革命，邓子恢遭到迫害。1969年10月疏散广西，1970年6月回北京住院治疗。1972年12月10日在北京医院逝世。12月14日，中共中央召开追悼会，纪登奎主持，叶剑英致悼词。
1981年3月9日，中共中央办公厅转发为邓子恢同志平反的通知，其中指出“他对农业集体化运动中一些重要问题所提出的意见，大都是正确的，过去党内对他和中央农村工作部的批判、处理是错误的，应予平反，强加的一切不实之词，应予推倒，恢复名誉。”同年6月27日的中共十一届六中全会上，会议通过的《关于建国以来党的若干历史问题的决议》中亦赞扬其农业责任制观点对中国农业的重大意义。

## 个人与家庭
共和國成立后，邓子恢长期患有肝炎与糖尿病，仍带病工作。
夫人陈兰。福建龙岩曹溪村人，1913年生，1936年与邓子恢结婚。2005年10月11日逝世。
- 长子邓毅生（1922年8月15日-2022年7月6日）曾任新四军副军长项英的机要秘书
- 儿子邓瑞生[20]
- 儿子邓淮生[21]
- 邓湖生（1944年夭折于战火之中）
- 儿子邓汉生
- 女儿邓小涟
- 女儿邓小兰[22]
- 女儿邓小燕，参军入伍在二炮某部医院任护理员，入第一军医大学学习，1987年从部队转业到国家审计署医务室，直到2001年退休。[23]
- 儿子邓建生。